# 더브로 아리사
더브로 아리사(일본어: ダーブロウ 有紗, 1988년 4월 16일 ~ )는 일본의 여성 패션 모델・배우・그라비아 아이돌이다. 본명은 아리사 유리코 더브로(Alisa Yuriko Durbrow 알리사 유리코 더브로[*], 일본어: アリサ・ユリコ・ダーブロウ 아리사 유리코 다브로우[*])이다.
아버지는 영국계 미국인, 어머니는 일본인이다. 1988년 사이타마현에서 태어났다. 영어와 일본어를 유창하게 한다.
주네스 기획소속이다. 그녀의 취미는 스티커 사진 수집과 수영이다. 2004년에 실사판 『미소녀전사 세일러문』에서 쿠로키 미오(黒木ミオ)역으로 출연하여 주목을 받고, 그 이후에 2006년 호리코시 고등학교을 졸업했다.

## 출연

### 드라마
- 미소녀전사 세일러문(2004년, CBC) - 쿠로키 미오 역(黒木ミオ)